# Perméabilité du vide
Ne doit pas être confondu avec Permittivité du vide.
La perméabilité du vide, également nommée perméabilité magnétique du vide ou constante magnétique, est une constante physique symbolisée par {\displaystyle \mu _{0}}.
Dans le système SI, sa valeur est environ :
{\displaystyle \mu _{0}=4\pi \times 10^{-7}} kg m A−2 s−2, 
ou encore {\displaystyle 4\pi \times 10^{-7}} T m/A
T étant le tesla, unité d'induction électromagnétique
soit donc :
{\displaystyle \mu _{0}=12,566370614\times 10^{-7}} kg m A−2 s−2, ou encore 12,566 370 614... × 10−7 T m/A
La constante magnétique est souvent exprimée en henry par mètre :
μ0 = 4π × 10−7 H m−1.
La valeur donnée était exacte par définition de l'ampère, mais ne l'est plus depuis la redéfinition des unités du système international, le 20 mai 2019, la définition de l'ampère étant dorénavant liée à la définition de la charge élémentaire e qui a été choisie comme exacte, alors que la définition antérieure approuvée au Congrès Général des Poids et Mesures de 1948 fixait la perméabilité du vide.

## Histoire
La constante a été définie afin de simplifier l'expression du théorème d'Ampère.

## Noms et symbole
La constante magnétique,,,, semble davantage, connue sous ses plus anciennes dénominations de perméabilité magnétique du vide,,, et de perméabilité du vide. Les désignations plus anciennes de perméabilité magnétique de l'espace libre ou de perméabilité de l'espace libre ne sont plus que rarement usitées.
Le symbole de la constante est μ0 (lire « mu zéro »). Il se compose de la lettre grecque mu, suivie de l'indice zéro. La lettre grecque mu est le symbole de la perméabilité magnétique. L'indice 0 signifie « dans le vide » et vient préciser que la perméabilité magnétique μ0 est affectée au vide.

## Dimension et unité
La dimension de la perméabilité magnétique est [μ0] = [μ] = MLT–2I–2. Dans le Système international d'unités, elle s'exprime en henry par mètre (Hm–1), unité dérivée de la perméabilité magnétique,.

## Expression
La constante est définie par la relation :
{\displaystyle R_{\mathrm {K} }={\frac {h}{e^{2}}}={\frac {\mu _{0}c}{2\alpha }}},
d'où :
{\displaystyle \mu _{0}={\frac {2\alpha h}{ce^{2}}}={\frac {4\pi \alpha \hbar }{ce^{2}}}},
expressions dans lesquelles :
- {\displaystyle R_{\mathrm {K} }} est la constante de von Klitzing ;
- {\displaystyle \alpha } est la constante de structure fine ;
- {\displaystyle c} est la vitesse de la lumière dans le vide ;
- {\displaystyle e} est la charge élémentaire ;
- {\displaystyle h} est la constante de Planck ;
- {\displaystyle \hbar } est la constante de Dirac.

## Interprétation physique
La perméabilité magnétique μ d'un matériau est définie comme le rapport entre la norme de l'induction magnétique du champ B et celle du champ d'excitation magnétique H appliqué au matériau. Pour des champs suffisamment grands, ce rapport n'est pas constant et tend vers μ0.
μ0 peut être vue comme la perméabilité magnétique intrinsèque du vide.

## Remarque
La constante est reliée à la permittivité diélectrique du vide ε0, l'impédance caractéristique du vide Z0 et l'admittance caractéristique du vide Y0.
On a la relation :
{\displaystyle \mu _{0}={\frac {1}{\varepsilon _{0}c^{2}}}}
où ε0 est la permittivité du vide et c la vitesse de la lumière